# Galium uruguayense
Galium uruguayense är en måreväxtart som beskrevs av Nélida María Bacigalupo. Galium uruguayense ingår i släktet måror, och familjen måreväxter. Inga underarter finns listade i Catalogue of Life.